# Бира (Нямц)
Бира (рум. Bâra) — село у повіті Нямц в Румунії. Входить до складу комуни Бира.
Село розташоване на відстані 296 км на північ від Бухареста, 52 км на схід від П'ятра-Нямца, 43 км на захід від Ясс.

## Населення
За даними перепису населення 2002 року у селі проживали 765 осіб, з них 763 особи (99,7%) румунів. Рідною мовою 764 особи (99,9%) назвали румунську.